# In-memory database
Con il termine in-memory database (IMDB), o main memory database system ("sistema di basi di dati in memoria centrale", MMDB), o memory-resident database ("base di dati residente in memoria"), si intende un DBMS che gestisce i dati nella memoria centrale. Esso è in contrasto con i DBMS che mantengono i dati su memorie di massa (dischi rigidi). I database in memoria centrale sono molto più veloci di quelli su memorie di massa, ma possono gestire moli di dati molto inferiori, a patto che ci sia comunque un modo per recuperarli in caso di guasti. I metodi più usati riguardano file di log e checkpoint che mantengono informazioni su disco fisso ogni quantità di tempo predeterminata, o dopo una certa mole di dati memorizzata/modificata.
Grazie al superamento dei vincoli imposti dai tempi di elaborazione, un IMDB può essere implementato anche con strutture differenti da quelle utilizzate per l'approccio relazionale (tabelle), quali quelle suggerite dal modello reticolare (puntatori), dal modello gerarchico (alberi) o dal modello a oggetti (oggetti complessi e nidificati).